# Miloš Sarić
Miloš Sarić (Beograd, 1927 — Beograd, 2005) bio je srpski vajar.

## Biografija
Rođen je 11. maja 1927. godine u Beogradu, gde je i završio osnovnu školu i gimnaziju. Studirao na Akademiji likovnih umetnosti u Beogradu i Académie Royale des Beaux-Arts (ARBA) u Briselu, kod profesora Jacques Moeschal. 
Bio je član Udruženja likovnih umetnika Srbije (ULUS) od 1954. godine.
Jedan je od osnivača vajarske grupe Prostor 8. 
Pored skulpture, ulja na platnu i kolaža, bavio se istraživanjima u oblasti kompjuterskog medija, sa naglaskom na virtuelnu skulpturu koja se u ateljeu klasičnim skulptorskim postupkom realizuje u prikladnim materijalima.
Sva umetnička likovna rešenja kao i grafička kompjuterska tehnika zasnivaju se isključivo (i izrastaju) iz umetničkog koncepta iz 1964. godine pod nazivom „BLOK“ i pod direktnim uticajem su teze „Blok kao integral geometrijske i organske forme“ iz koje je naslućena „Kosmologijska estetika“.
Miloš Sarić je preminuo 11. aprila 2005. godine u Beogradu.

## Izložbe
Skulpture je izlagao na 14 samostalnih izložbi, od kojih su najznačajnije:
- 1955. Beograd, Galerija ULUS-a
- 1956. Sombor, Galerija narodnog muzeja
- 1957. Beograd, galerija ULUS-a
- 1959. Brisel (Belgija), galerija „Au cheval de verre“ i Anderleht (Belgija) galerija „“
- 1964. Beograd, Galerija ULUS-a
- 1974. Brisel (Belgija), galerija „Capitt“ i Lijež (Belgija) galerija „“
- 1980. Beograd, Salon Muzeja savremene umetnosti
- 1987. Beograd, Galerija Kulturnog centra Beograda

Izlagao je na preko 100 grupnih izložbi u zemlji i inostranstvu. 

Učestvovao na 5. Bijenalu skulpture u Midelhajmu (Anvers, 1959), 8. Bijenalu skulpture u Briselu (1969) i na izložbi Carnegie International (Museum of Art u Pitsburgu, 1982).

## Nagrade
Dobitnik je više značajnih nagrada:
- Otkupna nagrada na jugoslovenskom konkursu za skulptorsko rešenje spomenika Moši Pijadi, Beogad 1967.godine
- Treća nagrada na jugoslovenskom konkursu za plastični simbol "50 godina SKJ", Beograd 1968.godine
- Nagrada za sklupturu na XVI izložbi umetničke kolonije, Ečka 1971.godine
- Treća nagrada na jugoslovenskom konkursu za skulptorsko rešenje spomenika Vladimiru Iliču Lenjinu, Beograd 1972.godine
- Nagrada za skulpturu na izložbi ULUS '72
- Prva nagrada na III jugoslovenskom bijenalu male plastike u Murskoj Soboti, 1977. godine
- Prva nagrada na III Bijenalu jugoslovenske skulpture u pleneru u Vrnjačkoj Banji, 1981. godine